# Саса (Ревуца)
Саса (слч. Sása) насељено је мјесто са административним статусом сеоске општине (слч. obec) у округу Ревуца, у Банскобистричком крају, Словачка Република.

## Становништво
| Година:    | 1994. | 2004.   | 2014.    | 2024.    |
| ---------- | ----- | ------- | -------- | -------- |
| Број људи: | 126   | 137     | 183      | 220      |
| Разлика:   |       | +8,73 % | +33,57 % | +20,21 % |

| Година:    | 2023. | 2024.   |
| ---------- | ----- | ------- |
| Број људи: | 214   | 220     |
| Разлика:   |       | +2,80 % |

Према подацима о броју становника из 2011. године насеље је имало 194 становника.